# Heri es-Souani
Der als Heri es-Souani bezeichnete Gebäudekomplex ist ein riesiger Vorratsspeicher mit anschließenden Stallungen und einem großen Wasserbecken am Rand der von Sultan Mulai Ismail gegründeten Palaststadt (Ville Impériale) der marokkanischen Stadt Meknès. Zusammen mit der gesamten Altstadt gehört das Gebäude seit dem Jahr 1996 zum UNESCO-Weltkulturerbe.

## Lage
Der Gebäudekomplex des Heri es-Souani liegt im Süden der mit riesigen Ausmaßen geplanten, aber nur in Teilen verwirklichten Palaststadt (Ville Impériale) von Meknès. Er ist am besten mit einem Taxi zu erreichen.

## Geschichte
Nachdem sein Bruder und Vorgänger Mulai ar-Raschid (reg. 1664–1672), der erste Alawidensultan, große Teile von Marokko geeint hatte und im Jahre 1666 siegreich in Fès eingezogen war, verlegte Sultan Moulay Ismail (reg. 1672–1727) Ende des 18. Jahrhunderts die Hauptstadt Marokkos von Fès in das etwa 60 km südwestlich gelegene Meknès. Das Gebiet östlich der Altstadt (medina) bot ihm größere Freiräume für seine imperialen Pläne; es wurde von einer separaten Mauer aus Stampflehm umgeben, innerhalb derer Gärten, Palastbauten, Moscheen etc. entstehen sollten. Natürlich waren auch Pferdeställe und Vorratsbauten vonnöten, die als erste Großbauten innerhalb der Sultansstadt errichtet wurden.

## Architektur

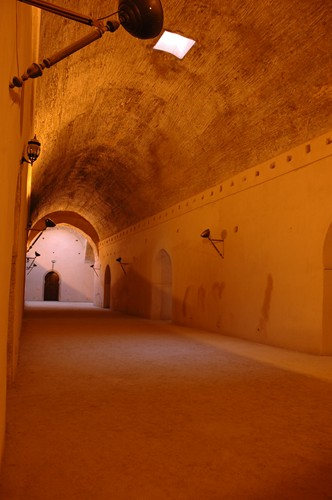
Speicherhalle

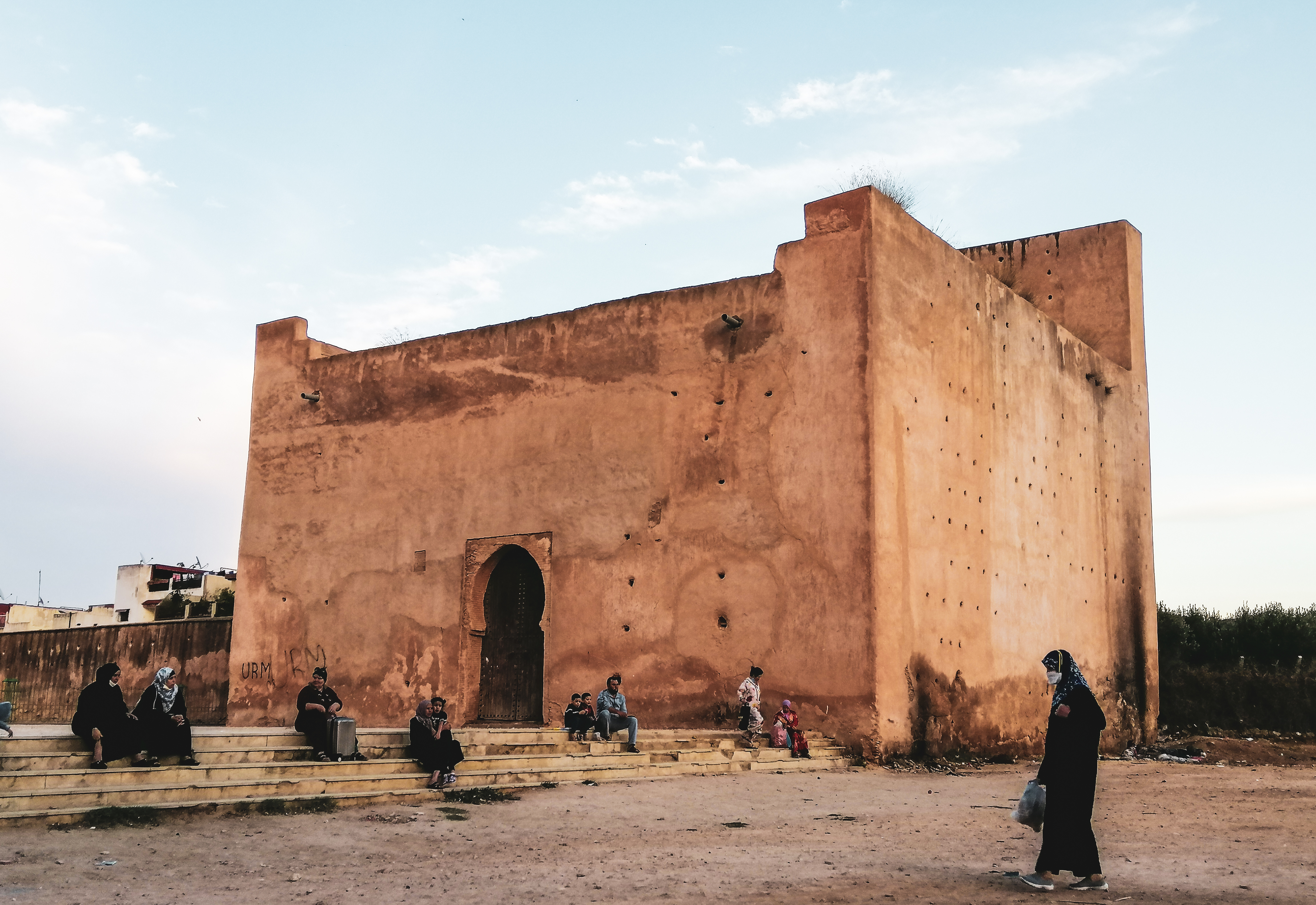
Borj el-Mers

Während viele historische Bauten Marokkos durch ihre Dekorfreude beeindrucken, stehen beim Gebäudekomplex des Heri es-Souani die schieren Ausmaße im Vordergrund des Interesses.
Der eigentliche Getreide- und Vorratsspeicher befindet sich unmittelbar hinter dem Eingang. Es handelt sich hauptsächlich um mehrere fensterlose, langgestreckte und tonnengewölbte Räume mit meterdicken Stampflehmmauern, die miteinander durch Ziegelsteinportale mit Hufeisenbögen verbunden sind und einen ersten Eindruck von den gewaltigen Dimensionen des Gebäudekomplexes vermitteln. Dieser Eindruck wird noch gesteigert durch die nahezu endlos wirkenden Reihen der – ehemals überdachten – Stallungen im rückwärtigen Bereich, in denen tausende von Pferden und Kamelen untergebracht werden konnten. Die Trennmauern bestehen ebenfalls aus Stampflehm, sind aber nur etwa 60 cm dick; die ursprünglich wahrscheinlich flachen Decken bestanden wohl aus Palmstämmen mit einer Auflage aus Schilf und Erde und stürzten – möglicherweise als Folge des Erdbebens von Lissabon (1755) oder verursacht durch andere Naturkräfte (Wind, Regen etc.) – bereits vor Jahrhunderten in sich zusammen.
Südwestlich des Gebäudekomplexes schließt sich ein großes Wasserbecken (Bassin de l’Agdal) an, das zur Versorgung der Tiere unabdingbar war. Unterhalb des Bodenniveaus des Heri es-Souani verlaufen mehrere Kanäle, aus denen Wasser geschöpft werden konnte.

## Sonstiges
Der Heri es-Souani diente im Jahr 1988 als Kulisse für den in Marokko gedrehten Martin-Scorsese-Film Die letzte Versuchung Christi.

## Borj el-Mers
Etwa 1 km westlich des Heri es-Souani liegt die weitgehend aus Stampflehm gebaute Eckbastion des Borj el-Mers (33° 52′ 50″ N, 5° 34′ 22″ W), deren drei große gewölbte Räume als Lager dienten. Gleichzeitig fungierte das Gebäude als Wachturm.